# Velký Hlavákov

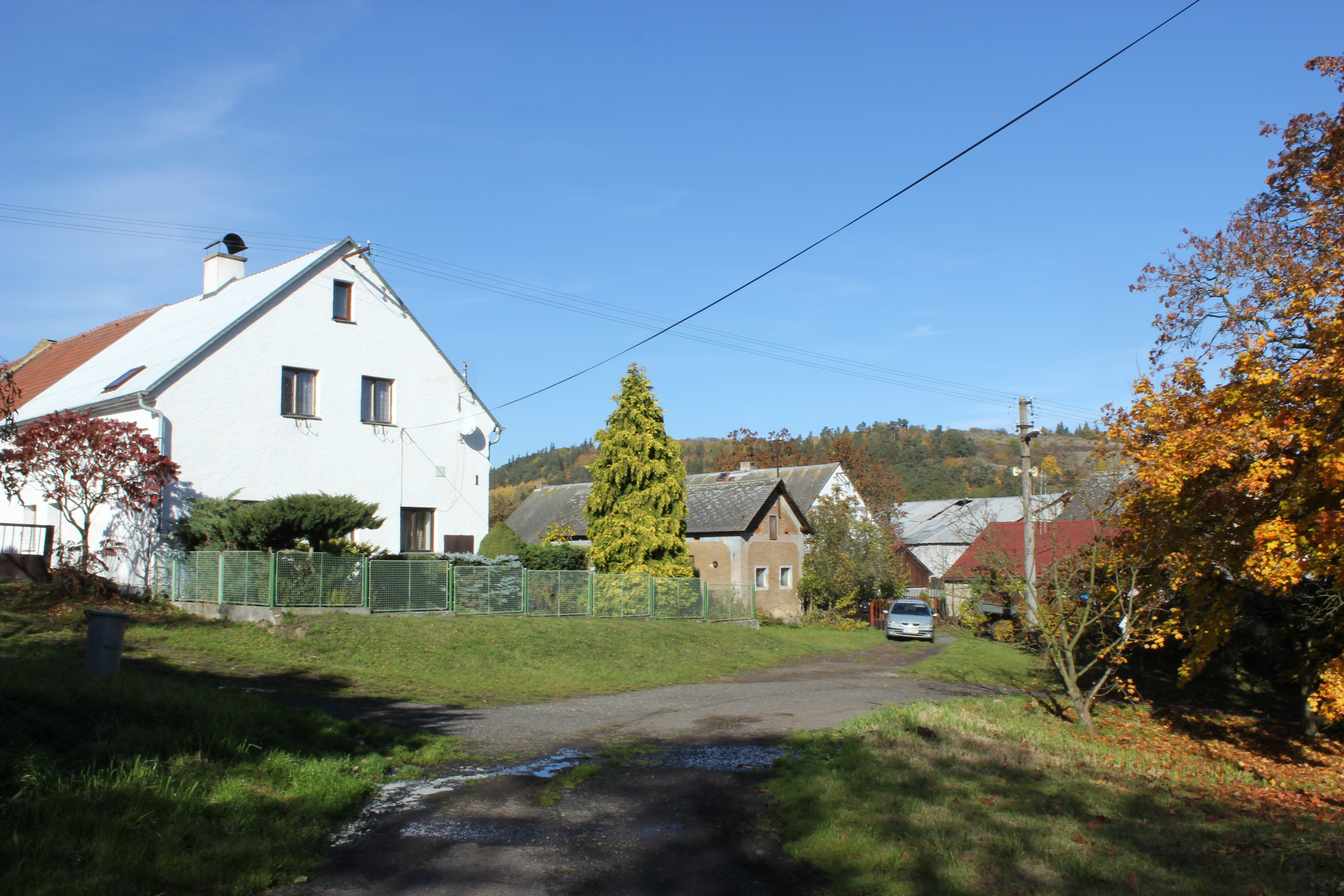
Dorfplatz

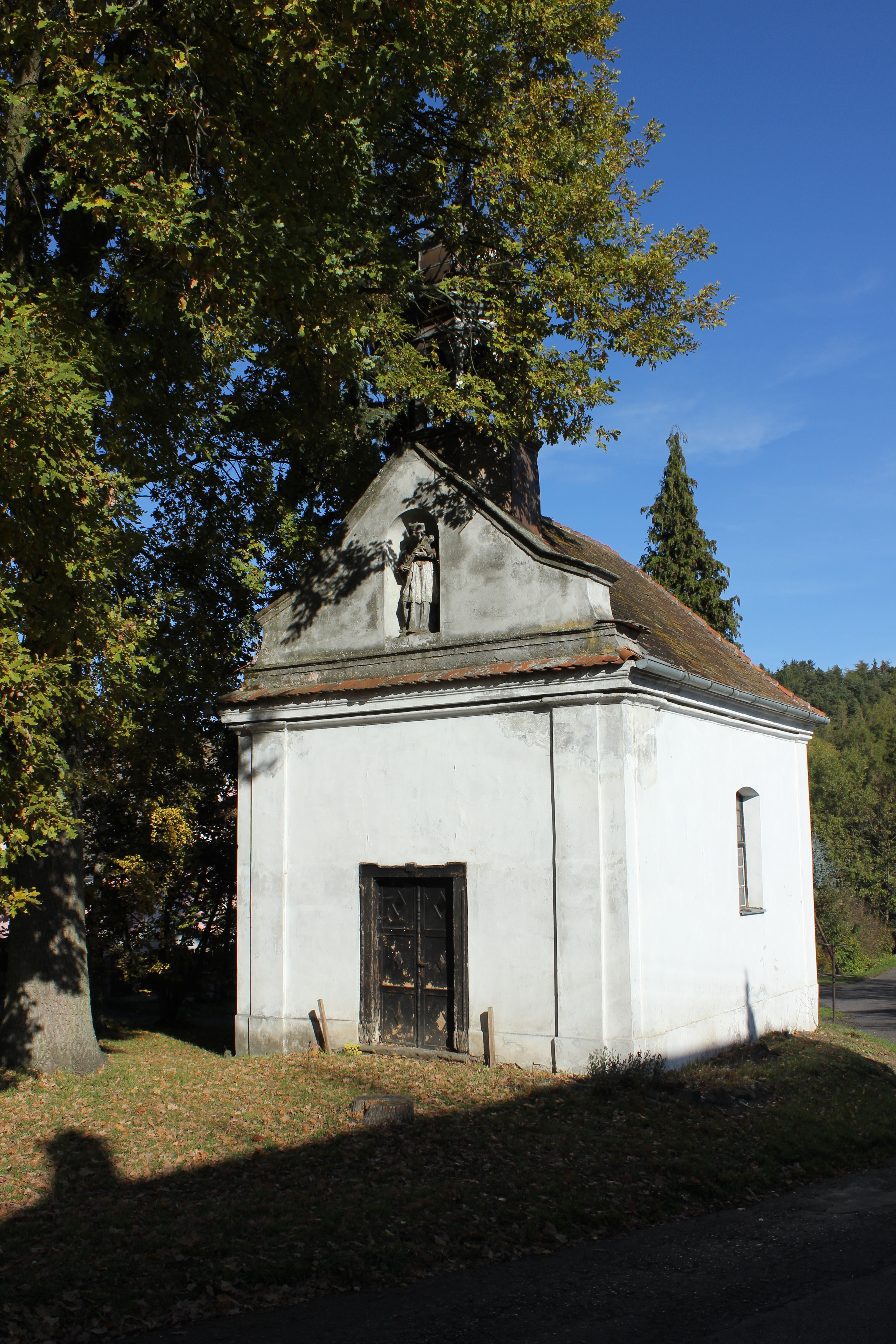
Kapelle des hl. Johannes von Nepomuk

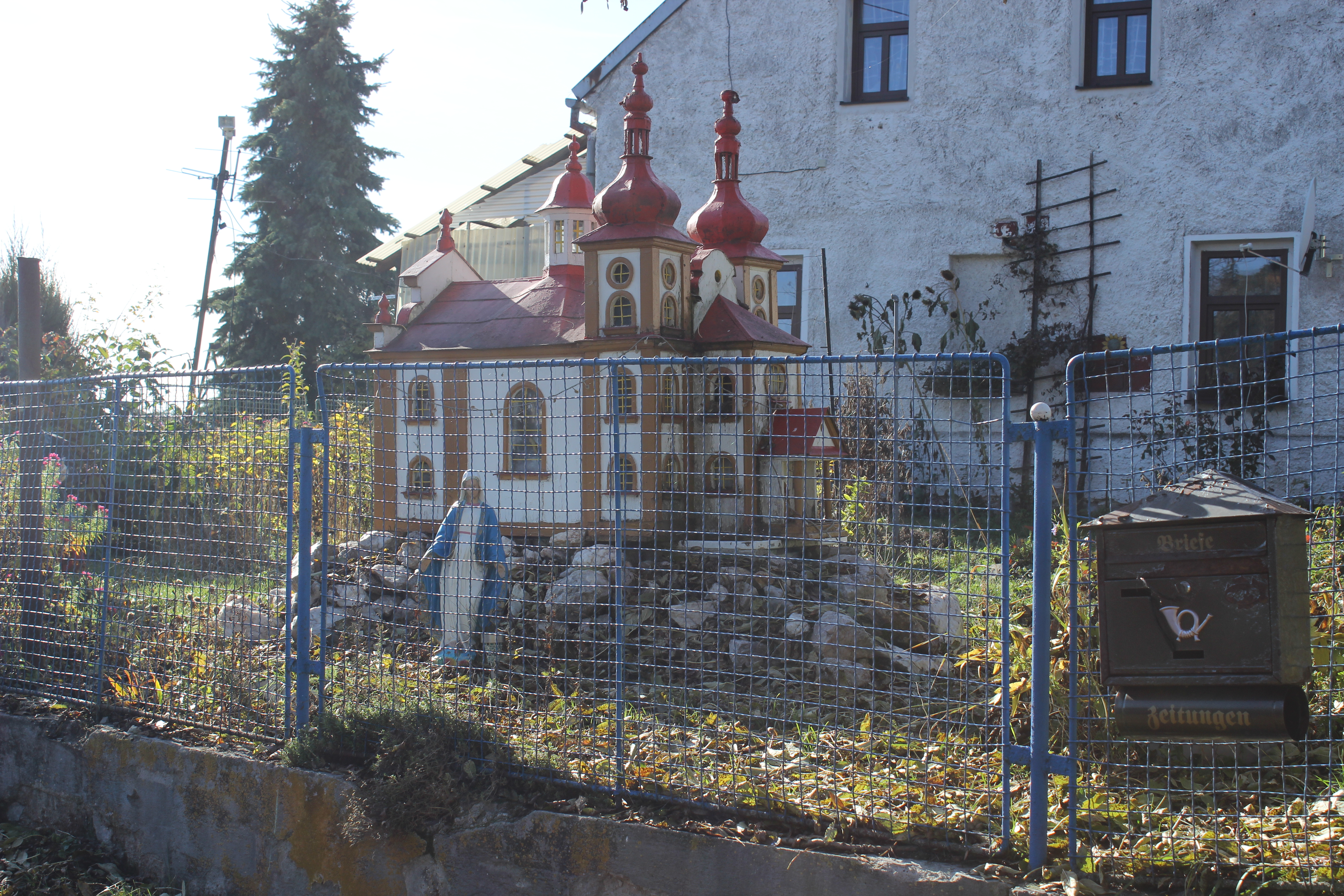
Kirchenminiatur

Velký Hlavákov (deutsch Groß Lubigau) ist ein Ortsteil der Gemeinde Valeč (Waltsch) in Tschechien. Das Dorf liegt neun Kilometer nordöstlich von Žlutice (Luditz) und gehört zum Okres Karlovy Vary.

## Geographie
Der Rundling Velký Hlavákov befindet sich rechtsseitig des Luční potok (Wiesenbach) im Süden des Duppauer Gebirges. Nördlich erheben sich der Janský vrch (Johanneshübel; 719 m n.m.) und der Pilíř (Filirsch; 763 m n.m.), im Nordosten der Prokopy (Prokopiberg; 749 m n.m.), östlich der Hlavákovský vrch (Köppelberg; 683 m n.m.), im Westen der Obecní les (Lurberg; 657 m n.m.) und die Albeřická hůrka (Tannenhübel; 632 m n.m.) sowie nordwestlich der Zlatý vrch (Goldberg; 786 m n.m.). Gegen Nordosten liegt die Ruine Neuhaus.
Nachbarorte sind Malý Hlavákov (Klein Lubigau) im Norden, Sklárna und Valeč im Nordosten, Bělá (Biela) und Jeřeň (Girschen) im Osten, Hamerský Domek (Hammerwerk), Kostrčany (Kosterschan), Vrbice (Großfürwitz) und Bošov (Poschau) im Südosten, Mokrá (Mokrau) und Skřipová (Krippau) im Süden, Týniště (Thönischen) und Budov (Buda) im Südwesten, Luka (Luck) und Albeřice (Alberitz) im Westen sowie die Wüstungen Holetice (Holetitz) und Lochotín (Lochotin) im Nordwesten. 

## Geschichte
Die erste urkundliche Erwähnung von Hlawcow erfolgte im Jahre 1409 als Sitz des Hinco de Hlawcowa, eines Lehnsmannes der Ritter Valčský von Doupov, die seinerzeit Besitzer des Gutes Valeč waren. Eine Unterscheidung zwischen Velký Hlavákov und Malý Hlavákov lässt sich erst seit 1571 nachweisen, als Ernst Lobkowitz von Hassenstein und Christoph von Stampach ihre Güter Valeč und Kostrčany tauschten. Beide Dörfer gehörten stets zum Gut Valeč, wobei nur das kleine Dorf (Malý Hlavákov) gänzlich nach Valeč untertänig war. 
Die Herren von Stampach hielten die Herrschaft Valeč bis 1718. Anschließend erfolgten mehrere Besitzerwechsel, bis die Herrschaft 1798 an die Familie Korb von Weidenheim gelangte.
Im Jahre 1845 bestand das im Elbogener Kreis gelegene Dorf Groß-Lubigau aus 18 Häusern mit 173 deutschsprachigen Einwohnern, darunter eine protestantische Familie. Vier der Häuser gehörten zum Gut Luka. Im Ort gab es ein Wirtshaus. Pfarrort war Waltsch. Bis zur Mitte des 19. Jahrhunderts blieb Groß-Lubigau größtenteils der Herrschaft Waltsch untertänig.
Nach der Aufhebung der Patrimonialherrschaften bildete Groß-Lubigau / Velký Hlavákov ab 1850 eine Gemeinde im Gerichtsbezirk Buchau. Ab 1868 gehörte Groß-Lubigau zum Bezirk Luditz. Im Jahre 1869 bestand das Dorf aus 22 Häusern und hatte 184 Einwohner. Im Jahre 1900 hatte Groß-Lubigau 120 Einwohner, 1910 waren es 176. Nach dem Ersten Weltkrieg zerfiel der Vielvölkerstaat Österreich-Ungarn, die Gemeinde wurde 1918 Teil der neu gebildeten Tschechoslowakischen Republik. Beim Zensus von 1921 lebten in den 23 Häusern der Gemeinde 173 Personen, darunter 162 Deutsche und fünf Tschechen. 1930 lebten in den 24 Häusern von Groß Lubigau 135 Personen. Nach dem Münchner Abkommen wurde Girschen im Oktober 1938 dem Deutschen Reich zugeschlagen und gehörte bis 1945 zum Landkreis Luditz. 1939 hatte die Gemeinde 143 Einwohner. Nach dem Ende des Zweiten Weltkrieges kam Velký Hlavákov zur wiedererrichteten Tschechoslowakei zurück. Nach der Aussiedlung der deutschen Bewohner standen alle 24 Gehöfte, zu denen im Durchschnitt 13 ha Land gehörten, leer. 13 der Bauernhöfe wurden mit Repatrianten aus Zelów und Kuców in Polen wiederbesiedelt. Im Zuge der Gebietsreform von 1948 wurde der Okres Žlutice aufgelöst und die Gemeinde Velký Hlavákov zum 1. Februar 1949 dem Okres Toužim zugeordnet. 1950 lebten in den 20 Häusern von Velký Hlavákov 60 Personen. Im Zuge der Errichtung des Truppenübungsplatzes Hradiště erfolgte 1953 die Absiedlung des nördlich der Gemeinde gelegenen Landstriches. Bei der Gebietsreform von 1960 wurde Velký Hlavákov in den Okres Karlovy Vary eingegliedert und zugleich nach Luka eingemeindet. Zusammen mit Luka wurde das Dorf 1975 ein Teil der Gemeinde Valeč. 1991 bestand Velký Hlavákov aus zwölf Wohnhäusern und hatte 33 Einwohner. 2011 lebten in den 14 Häusern von Velký Hlavákov 38 Menschen.

## Ortsgliederung
Zu Velký Hlavákov gehört die Einschicht Bělá (Biela). Der Ortsteil Velký Hlavákov bildet einen Katastralbezirk.

## Sehenswürdigkeiten
- Kapelle des hl. Johannes von Nepomuk auf den Dorfplatz, errichtet zu Beginn des 19. Jahrhunderts. Der Fonds für die Unterhaltung und Ausstattung der Kapelle wurde von der Herrschaft Waltsch verwaltet. 1909 erfolgte eine Renovierung, bei der auch das Interieur erneuert wurde. Am 3. Mai 1958 wurde die Kapelle in das Verzeichnis der Kulturdenkmale aufgenommen. Dessen ungeachtet blieb die Kapelle in der zweiten Hälfte des 20. Jahrhunderts dem Verfall überlassen. Die Ausstattung wurde gestohlen oder zerstört. Zu Beginn der 1990er Jahre war in Folge des undichten Daches ein Teil der Decke durchgebrochen und das Mauerwerk bei den Fenstern gerissen. Vor 1993 erfolgte eine Generalsanierung.[6]
- Sandsteinerner Bildstock, geschaffen Ende des 18. Jahrhunderts. Er steht einen Kilometer nordöstlich des Dorfes an der Straße nach Valeč. In der zweiten Hälfte des 20. Jahrhunderts wurde der durch Vandalismus zerstörte Bildstock repariert, inzwischen ist er wieder schadhaft.[7]